# Марія Дану
Марія Дану (грец. Μαρία Ντάνου, 3 березня 1990, Верія, Греція) — грецька гірськолижниця.
Представляла Грецію на зимових Олімпійських іграх 2010 у Ванкувері.